# Изабела Мерсед
Изабела Монер (енгл. Isabela Moner; Кливленд, 10. јул 2001), професионално позната као Изабела Мерсед (енгл. Isabela Merced), америчка је глумица и певачица. Играла је водећу улогу Си-Џеј Мартин у телевизијској серији 100 ствари које треба урадити пре средње школе (2014–2016) Nickelodeon-а и позајмила је глас Кејт у анимираној спин-оф серији Дора и пријатељи (2014–2019) Nickelodeon-а. У филмовима, играла је Изабелу у филму Трансформерси: Последњи витез (2017), Лизи у филму Инстант породица (2018), Исабел у филму Сикарио 2: Ратник (2018) и насловног лика у филму Дора и изгубљени златни град (2019).

## Филмографија
| Година | Српски наслов                  | Оригинални наслов                         | Улога                    | Напомене                   |
| ------ | ------------------------------ | ----------------------------------------- | ------------------------ | -------------------------- |
| 2013.  | Н/Д                            |                                           | млада Надја              |                            |
| 2016.  | Средња школа: Најгоре раздобље | Middle School: The Worst Years of My Life | Жана Галета              |                            |
| 2017.  | Трансформерси: Последњи витез  |                                           | Изабела                  |                            |
| 2017.  | Тврд орах 2                    |                                           | Хедер                    | гласовна улога             |
| 2017.  | Н/Д                            |                                           | Ава                      | видео-игра; гласовна улога |
| 2018.  | Сикарио 2: Ратник              |                                           | Исабел Рејес             |                            |
| 2018.  | Инстант породица               |                                           | Лизи                     |                            |
| 2019.  | Дора и изгубљени златни град   |                                           | Дора                     |                            |
| 2019.  | Вејте, снегови                 |                                           | Џули                     | као Изабела Мерсед         |
| 2021.  | Неукротиви Спирит              |                                           | Лаки Прескот             | гласовна улога             |
| 2021.  | Слатка девојчица               |                                           | Рејчел Купер             | [ 6 ]                      |
| 2022.  | Невестин отац                  |                                           | Кора                     | [ 7 ]                      |
| 2024.  | Мадам Веб                      |                                           | Ања Коразон / Арања      |                            |
| 2024.  | Осми путник: Ромул             |                                           | Кеј                      |                            |
| 2025.  | Супермен                       |                                           | Кендра Сондерс / Хокгерл |                            |

| Година     | Српски наслов                                  | Оригинални наслов | Улога         | Напомене                  |
| ---------- | ---------------------------------------------- | ----------------- | ------------- | ------------------------- |
| 2014.      | Н/Д                                            |                   | Џени          | споредна улога, 7 епизода |
| 2014–2017. | Дора и пријатељи                               |                   | Кејт          | главна гласовна улога     |
| 2014–2016. | 100 ствари које треба урадити пре средње школе |                   | Си-Џеј Мартин | водећа улога              |
| 2015.      | Множење Адама                                  |                   | Лори Колинс   | телевизијски филм         |
| 2016.      | Н/Д                                            |                   | Сејди         | телевизијски филм         |
| 2019.      | Н/Д                                            |                   | сене          | 1. епизода                |
| 2020.      | Н/Д                                            |                   | себе          | телевизијски специјал     |